# Nestlé Purina PetCare
Nestlé Purina Petcare Company es la división de alimentos para mascotas de Nestlé, con sede en Suiza, tras la fusión el 12 de diciembre de 2001, entre el Friskies Nestlé Petcare Company y la estadounidense Ralston Purina Company. Tiene su sede en San Luis (Misuri) Estados Unidos .
Purina tiene sus raíces que se remontan a 1894, cuando su fundador, William H. Danforth, comenzó a producir alimento para varios animales de granja distribuidos bajo el nombre de Purina Mills. La marca predominante para cada animal se conoce generalmente como "Chow", por lo que hay "Purina Horse Chow", "Purina Dog Chow", "Purina Cat Chow", "Purina Monkey Chow," "Purina Rabbit Chow" Y "Purina Pig Chow". 
Luego en 1902, se fusionó con el profesor de la Universidad de Webster Edgerly, fundador de Ralstonism, que estaba en el momento en la producción de cereales del desayuno para formar Ralston-Purina Company. En 1994 the Ralston "human food" las operaciones de la empresa Ralston Purina company fueron separadas en una nueva empresa llamada Ralcorp Holdings. Nestlé Purina PetCare recibió el Premio Nacional de Calidad Malcolm Baldrige, en reconocimiento a su excelencia en fabricación y desempeño operativo.[1]

## Fusión con Nestlé
El negocio de la alimentación animal se convirtió en objeto de una oferta de adquisición por parte de Nestlé, con sede en Suiza, cuya marca Friskies era la marca líder de otros alimentos para mascotas en Estados Unidos Nestlé SA y Ralston Purina Company anunció en enero de 2001 que habían entrado en una fusión definitiva. Según el acuerdo, Nestlé adquirió la totalidad de las acciones en circulación de Ralston Purina para EE. UU. a $ 33,50 por cada acción. La oferta representa una prima del 36 por ciento sobre el precio de cierre del 12 de enero de 2001. La transacción tuvo un valor de empresa de los EE. UU. 10,3 mil millones dólares ($ 10,0 mil millones de capital más $ 1.2 mil millones de deuda neta, menos 0,9 mil millones dólares de las inversiones financieras). Ambas empresas vieron esta transacción estratégica importante como la forma ideal para beneficiarse de su combinación de conocimientos técnicos, las capacidades complementarias y la presencia internacional en la mascota creciente mercado de la atención. Desde que adquirió el negocio de Friskies con Carnation en 1985, Nestlé ha considerado el cuidado de animales de compañía como un área de crecimiento estratégico y en repetidas ocasiones ha reforzado a través de adquisiciones (Alpo, en 1994, Spillers en 1998, y Cargill Argentina en 2000). Varias marcas de alimentos para animales domésticos (por ejemplo, "Meow Mix") habían sido cedidas por separado para calmar las preocupaciones de competencia. Purina Mills, Inc., la alimentación de los animales de negocios de EE. UU. que se vendió por Ralston Purina Company en 1986, fue adquirida por Koch Industries en 1998, pero un Tribunal de Quiebras de EE. UU. cancela todos accionaria de Koch, a fin de mantener la viabilidad de la empresa. Purina Mills LLC es ahora propiedad de Land O'Lakes. Marcas Purina se hacen ahora y comercializado por una división de Nestlé (Nestlé Purina Petcare), cuya sede sigue estando en St. Louis. 